# C7H7I
化学式C7H7I（摩尔质量 218.03 g/mol）可能指：
- 碘甲苯
  - 2-碘甲苯，CAS号：615-37-2 
  - 3-碘甲苯，CAS号：625-95-6 
  - 4-碘甲苯，CAS号：624-31-7
- 碘化苄，CAS号：620-05-3

|  | 这个同类索引页列出了具有相同分子式的化学物（即同分異構體）条目。 除非您是有意链接至本页，否则应将相应条目的内部链接指向正确的条目。 |